# ヴェンツェル・フックス
ヴェンツェル・フックス（Wenzel Fuchs, 1963年 - ）は、オーストリア・インスブルック出身のクラリネット奏者。

## 来歴・人物
- ウィーン音楽アカデミー（現ウィーン国立音楽大学）でペーター・シュミードルに師事、最優秀の成績で卒業。ユーゲント・ムジツィールト（オーストリア）入賞。
- ウィーン・フォルクスオーパー交響楽団、ウィーン放送交響楽団に就任。
- 1993年、ベルリン・フィルハーモニー管弦楽団の首席クラリネット奏者に就任。
- 日本ではスーパーワールドオーケストラ団員として活躍、またくらしき作陽大学で客員教授として後進の教育にあたっている[1]。
- 日本人と結婚している。

## ディスコグラフィー
- 『プーランク:クラリネットソナタ』（2002年9月13日発売）
- 『モーツァルト:クラリネット五重奏曲』（2003年2月19日発売）